# Caines
Kuens tiếng Ý: Caines; Latin: Cainavum) là một đô thị ở Nam Tirol trong vùng Trentino-Alto Adige/Südtirol của Ý, có vị trí cách khoảng 70 km về phía bắc của thành phố Trento và khoảng 25 km về phía tây bắc của thành phố Bolzano ở thung lũng Passeier. Tại thời điểm ngày 31 tháng 12 năm 2004, đô thị này có dân số 341 người và diện tích là 1,7 km².
Kuens giáp các đô thị: Riffian, Schenna và Tirol.